# Anton Maria Raffo
Anton Maria Raffo (ur. 1937, zm. 2018) – włoski slawista i polonista, profesor Uniwersytetu Florenckiego, tłumacz literatury polskiej na język włoski. 

## Życiorys
Przez wiele lat wykładał język polski i literaturę polską oraz filologię słowiańską na Uniwersytecie Florenckim, był nauczycielem dwóch pokoleń włoskich polonistów i slawistów.  
Jest autorem prac z zakresu literatury i języka polskiego, ale także innych języków słowiańskich, przede wszystkim serbsko-chorwackiego, aż po realia bardziej niszowe, jak np. natysoński. Tłumaczył z czeskiego, serbsko-chorwackiego, białoruskiego, rosyjskiego (Fiodor Dostojewski, Lew Tołstoj, Michaił Bułhakow). Uznawany za jednego z najlepszych tłumaczy poezji polskiej na język włoski. Tłumaczył utwory Jana Kochanowskiego, Adama Mickiewicza, Bolesława Leśmiana, Zbigniewa Herberta, Czesława Miłosza, Wisławy Szymborskiej, Jerzego Broszkiewicza, Sławomira Mrożka, Tadeusza Różewicza, Włodzimierza Odojewskiego. Przełożył na język włoski powieść Nienasycenie Stanisława Witkacego (Insaziabiltà, Bari 1970).  
W 2019 ukazała się antologia, w której znalazły się wszystkie jego przekłady poetyckie z języka polskiego: È dolce al giusto tempo fa follia. Un’antologia personale della poesia polacca, tłum. Anton Maria Raffo, pod red. A. Ceccherelli, Rzym 2019. 
W 1975 otrzymał nagrodę literacką ZAiKS-u dla tłumaczy. 